# Jewgeni Fedorow (Radsportler)
Jewgeni Wassiljewitsch Fedorow (kasachisch Евгений Васильевич Федоров, englische Transkription Yevgeniy Fedorov; * 16. Februar 2000 in Aqtöbe) ist ein kasachischer Radrennfahrer. Vereinzelt wird sein Nachname auch als Фёдоров (Fjodorow) wiedergegeben.

## Karriere
Als Junior wurde Fedorow kasachischer Meister sowohl im Straßenrennen als auch im Einzelzeitfahren. Neben Erfolgen im UCI Men Juniors Nations’ Cup gewann er bei den Olympischen Jugend-Sommerspielen 2018 zusammen mit Gleb Brussenski die Goldmedaille.
Nach dem Wechsel in die U23 wurde Fedorow 2019 Mitglied im UCI Continental Team Vino-Astana Motors. Bereits im ersten Jahr in der U23 gewann er bei den Asienmeisterschaften die Goldmedaille im Einzelzeitfahren der U23 sowie die Silbermedaille im Straßenrennen der U23. In der Folgesaison gewann er drei Etappen bei verschiedenen Rundfahrten der UCI Continental Circuits, unter anderem bei der Tour de Langkawi und der Tour du Rwanda. Zur Saison 2021 wechselte er zum UCI WorldTeam Astana-Premier Tech und wurde erstmals nationaler Meister in der Elite.
2022 wurde Fedorow zunächst Asienmeister im Einzelzeitfahren und im Mannschaftszeitfahren, im September entschied er bei den Straßenradsport-Weltmeisterschaften 2022 das Straßenrennen der U23 für sich. 2023 gewann er erneut zwei Titel bei den Asienmeisterschaften sowie die Goldmedaille im Straßenrennen der Asienspiele. 2024 wurde er zum dritten Mal in Folge Asienmeister im Einzelzeitfahren. 
2024 verteidigte er seine Titel bei den Asienmeisterschaften und gewann zusätzlich die Bronzemedaille im Straßenrennen. Bei den Olympischen Sommerspielen in Paris startete er sowohl im Einzelzeitfahren als auch im Straßenrennen. Im Einzelzeitfahren belegte er den 21. Platz, das Straßenrennen beendete er nicht. Die Tour de France 2024 musste er in der 12. Etappe wegen Zeitüberschreitung infolge einer Krankheit aufgeben.
Zu Beginn der Saison 2025 wurde er im thailändischen Bueng Si Fai Asienmeister im Mixed- und Einzelzeitfahren.

## Erfolge

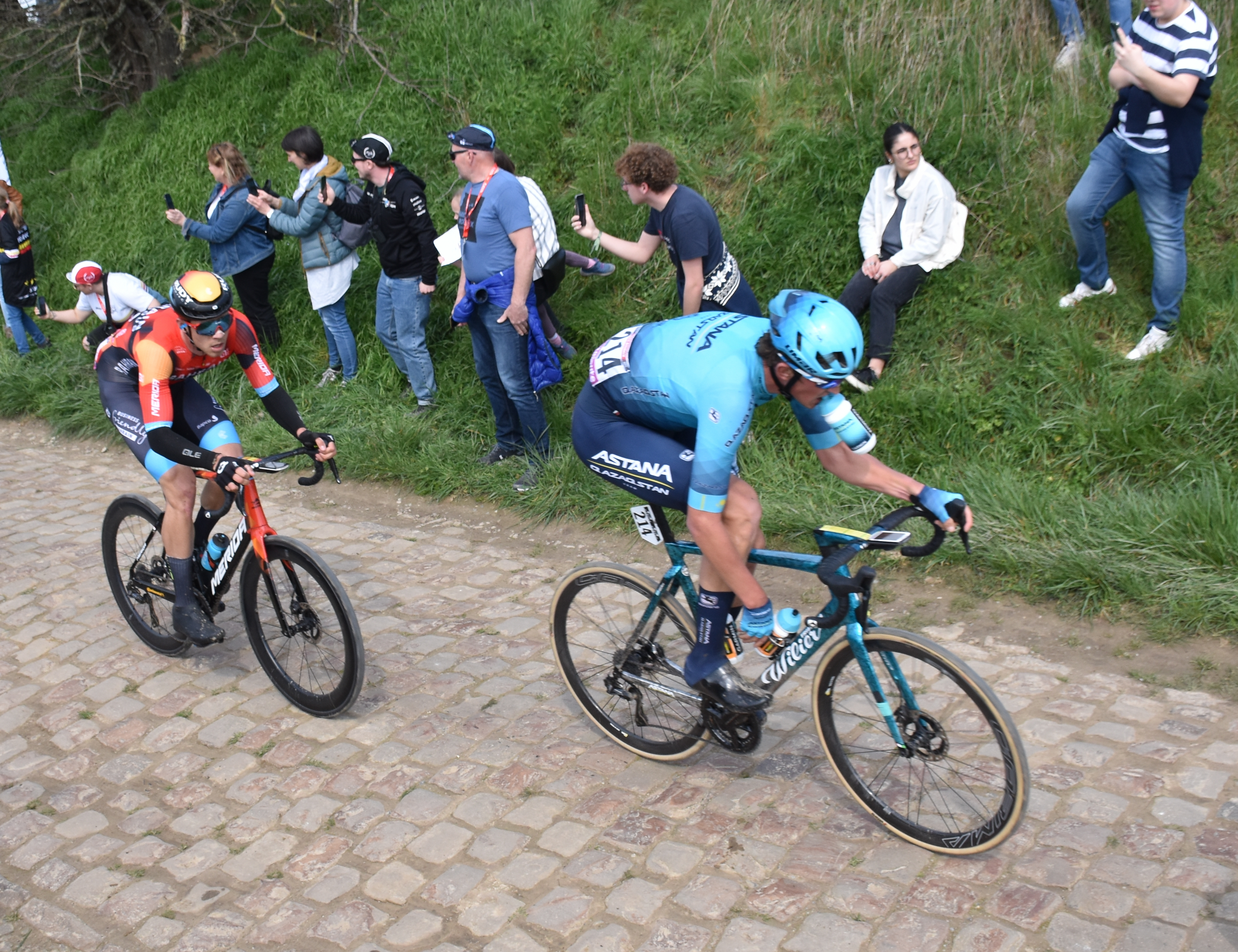
Jewgeni Fedorow (Paris–Roubaix 2023)

2017
- eine Etappe Tour de DMZ
- Kasachischer Meister – Straßenrennen (Junioren)

2018
- eine Etappe und Bergwertung Tour de DMZ
- Kasachischer Meister – Einzelzeitfahren (Junioren)
- Olympische Jugendspiele (mit Gleb Brussenski)

2019
- Bergwertung Tour of Almaty
- Asienmeister – Einzelzeitfahren (U23)
- Asienmeister – Straßenrennen (U23)

2020
- eine Etappe Tour of Szeklerland
- eine Etappe Tour du Rwanda
- eine Etappe Tour de Langkawi

2021
- Kasachischer Meister – Straßenrennen

2022
- Asienmeister – Einzelzeitfahren, Mannschaftszeitfahren (mit Igor Tschschan, Jewgeni Giditsch und Juri Natarow)
- Weltmeister – Straßenrennen (U23)

2023
- Asienmeister – Mixed-Staffel, Einzelzeitfahren
- Asienspiele – Straßenrennen

2024
- Asienmeister – Mixed-Staffel, Einzelzeitfahren
- Asienmeisterschaften – Straßenrennen

2025
- Asienmeister – Mixed-Staffel, Einzelzeitfahren
- Kasachischer Meister – Straßenrennen, Einzelzeitfahren

## Grand Tour-Platzierungen
| Grand Tour            | 2022 | 2023 | 2024 | 2025 |
| --------------------- | ---- | ---- | ---- | ---- |
| Giro d’ItaliaGiro     | –    | –    | –    | –    |
| Tour de FranceTour    | –    | 148  | DNF  | DNF  |
| Vuelta a EspañaVuelta | 123  | –    | –    |      |